# Pitido de censura
Un pitido de censura es una técnica de sonido usada para modificar contenido altamente sensible para el público o la seguridad nacional. El sonido es un silbido a alta intensidad (ejemplo a 1000 Hzⓘ) usado en la televisión, la radio o servicio multimedia frente al lenguaje soez.
Agencias como la FCC, quien controla la clasificación por edades, y el Comité de Autorregulación de España obligan usar dicha técnica durante el horario estelar. En el 2014 el Comité para la Familia, las Mujeres y los Niños de la Duma de Estado en Rusia aplicó dicha medida a obras teatrales y blogs que no tengan un aviso de advertencia. Sin embargo, especialistas en el tema criticaron el abuso y malentendido de los pitidos con los peyorativos y la coprolalia.
En algunas veces en cualquier contenido multimedia como en películas y series, el pitido de censura es a veces reemplazado por un efecto de sonido como el sonido de un camión, el claxon de un vehículo, un derrape de autos, instrumentos musicales o cualquier efecto de sonido para poder reemplazar por el pitido de censura.